# شیخ عثمان (شهر)
 شیخ عثمان  به عربی: ( الشیخ عثمان ) یکی از شهرهای استان عَدَن در کشور یمن در شبه جزیره عربستان است.
 شیخ عثمان  شهر یست ساحلی که در سمت مشرق شهر عدن واقع می‌باشد. مردم این شهر به ماهی گیری و کشتی سازی مشهور هستند.
این شهر سابقا در یمن جنوبی واقع شده بود

## جمعیت
جمعیت شهر شیخ عثمان طبق سرشماری ۲۰۰۴، ۱۰۵٬۲۴۸ نفر می باشد که از اهل سنت و مالکی مذهب هستند.